# Comté de Birch Hills
Le comté de Birch Hills (anglais : Birch Hills County) est un district municipal de 1 582 habitants en 2011, situé dans la province d'Alberta, au Canada.

## Communautés et localités
Hameaux
- Eaglesham
- Peoria
- Tangent
- Watino
- Wanham

Localités
- Belloy
- Codesa
- Heart Valley

## Démographie
| 2001  | 2006  | 2011  | 2016  |
| ----- | ----- | ----- | ----- |
| 1 644 | 1 470 | 1 582 | 1 553 |